# Fear, Love & War
Fear, Love & War – trzeci album amerykańskiej grupy hip-hopowej Killarmy wydany 11 września 2001 roku nakładem wytwórni 36 Chambers Records/Loud Records.

## Lista utworów
Informacje o utworach pochodzą ze strony Discogs
1. Intro - 0:50
2. The Push - 3:53
  - Producent: 4th Disciple
  - Gościnnie: Superb
3. Militant - 3:20
  - Producent: 4th Disciple
  - Gościnnie: U-God
4. Originators - 3:09
  - Producent: Falling Down
5. Skit - 0:46
6. Sweatshop - 4:06
  - Producent: 4th Disciple
7. Street Monopoly - 3:55
  - Producent: Falling Down
8. Afterhours Part I - 1:01
  - Producent: 4th Disciple
9. Trilogy - 3:13
  - Producent: 4th Disciple
  - Gościnnie: Prodigal Sunn
10. Feel It - 4:14
  - Producent: 4th Disciple
11. Skit - 1:17
12. Whatever We Want - 4:00
  - Producent: 4th Disciple
13. Skit - 0:34
14. Monster - 3:36
  - Producent: Falling Down
15. The Hit - 3:57
  - Producent: 4th Disciple
16. One To Grow On - 2:46
  - Producent: 4th Disciple
17. Skit - 0:36
18. Day One - 4:17
  - Producent: Rebel Dainja
19. Spoken Word - 1:21
20. Nonchalanty - 4:35
  - Producent: Mike "Trauma" D
21. The Rule - 3:28
  - Gościnnie: Polite
22. Lady Sings The Blues - 4:31
  - Producent: Mike "Trauma" D